# (7480) Норван
(7480) Норван (лат. Norwan) — околоземный астероид из группы Амура (II), который принадлежит к светлому спектральному классу S. Он был открыт 1 августа 1994 года американскими астрономами Кэролин и Юджином Шумейкерами в Паломарской обсерватории и назван в честь богини света индейцев племени винтун. 

Орбита астероида Норван и его положение в Солнечной системе